# Secourisme en France
Le secourisme en France est encadré par les lois et règlements. Le contenu des formations officielles et la formation des formateurs sont définis de manière nationale, indépendamment de l'organisme formateur (association ou établissement public). La pratique des prompts secours (c'est-à-dire une équipe constituée avec  le matériel approprié intervenant spécifiquement sur du secours à personne) est également encadrée par les lois et règlements.

## Intervenants
Les types d'acteurs du secourisme sont :
- les sapeurs-pompiers ;
- les secouristes bénévoles associatifs ;
- les sauveteurs secouristes du travail (SST)[1],[2], qui assurent les soins d’urgence en entreprise ;
- les ambulanciers privés.

## Rôle des associations
Les associations de secourisme sont des associations à but non lucratif régies par la loi de 1901. Elles ont principalement trois activités : la formation, la tenue de postes de secours et la participation aux plans d'urgence. 
Bien qu'étant des organismes indépendants, leur activité est régie par des décrets et arrêtés, dont l'application est mise en œuvre et contrôlée par le Bureau du pilotage et des acteurs du secours de la sous-direction des services d'incendie et des acteurs du secours de la Direction générale de la sécurité civile et de la gestion des crises (DGSCGC) du ministère de l'Intérieur qui établit le cadre réglementaire régissant l'action des associations agréées de sécurité civile, des associations et organismes de formation aux premiers secours et instruit les agréments correspondants.
Il existe deux agréments distincts délivrés aux associations par le Ministère de l'intérieur et les autorisant à exercer leur activité :
- l'agrément pour la formation aux premiers secours, qui les autorise à assurer des actions d'enseignement et de formation en matière de secourisme ;
- l'agrément de sécurité civile qui leur permet d'exercer des missions de sécurité civile, en appui des pouvoirs publics (participation aux opérations de secours, actions de soutien aux populations notamment victimes d'intempéries, encadrement de bénévoles spontanés dans le cadre de ces actions) ou de monter des dispositifs prévisionnels de secours lors de rassemblements de personnes. Lorsqu'une association dispose de cet agrément, il s'agit d'une « Association agréée de sécurité civile » (AASC).

### Les associations et organismes de formation aux premiers secours
Seules des associations à but non lucratif ou des organismes publics peuvent être habilitées ou agréées pour la formation aux premiers secours. Cette habilitation ou cet agrément permettent la délivrance de diplômes officiels. Les associations doivent être agréées par arrêté ministériel au niveau national, puis être agréées au niveau départemental par la préfecture. Les administrations n'ont besoin que d'une habilitation départementale. L'agrément pour la Formation aux premiers secours est régi par les dispositions de l'arrêté du 8 juillet 1992 relatif aux conditions d'habilitation ou d'agrément pour les formations aux premiers secours.
Les associations forment le grand public aux gestes des premiers secours (PSC 1, SST, IPS, etc.).
Elles assurent également la formation interne de leurs membres ou des personnes ayant besoin d'un diplôme supplémentaire : formation aux premiers secours (secours avec matériel et en équipe : PSE 1, PSE 2), pédagogie (PIC 1, PIC2 et PIC 3) et formation continue.
Elles participent aussi aux campagnes de sensibilisation, par exemple la campagne « Un souffle, un cœur, une vie » de la Fédération française de cardiologie, les campagnes de sécurité routière.

### Les associations agréées de sécurité civile (AASC)
L'agrément associatif de sécurité civile est institué par la loi de modernisation de la sécurité civile, codifiée à l'article L725-1 du Code de la sécurité intérieure afin de vérifier la capacité des associations qui apportent, en cas d'accident, de sinistre ou de catastrophe, une action complémentaire à celle des secours publics ou qui montent des dispositifs prévisionnels de secours.
L'agrément de sécurité civile est délivré par le préfet pour le champ départemental et par le ministère chargé de la sécurité civile pour un champ géographique interdépartemental ou national. Il est délivré aux associations pour une durée maximale de trois ans après vérification des compétences et des moyens associatifs.
Sont distingués quatre types d'agréments de sécurité civile correspondant à quatre missions distinctes pour les associations : type A (participation aux opérations de secours), type B (participation aux actions de soutien et d'accompagnement des populations), type C (participation à l'encadrement des bénévoles) et type D (dispositifs prévisionnels de secours). Une association peut être agréée pour l'une ou plusieurs de ces missions.

#### Agrément de sécurité civile de type A
Il permet aux associations de participer aux opérations de secours. Les opérations de secours s'entendent au sens de l'article L. 1424-2 du Code général des collectivités territoriales qui définit les missions obligatoires des SDIS.
Parmi les agréments de type A, on distingue les missions de secours suivantes :
- secours aux personnes ;
- secours en milieu souterrain (un agrément national a été conféré la Fédération française de spéléologie) ;
- cynotechnie en matière d'avalanches ;
- sauvetage aquatique ;
- établissement et exploitation de réseaux annexes et supplétifs de transmission (un agrément national a été conféré à la Fédération nationale des radioamateurs au service de la sécurité civile (FNRASEC) ;
- pollutions aquatiques (un agrément national a été conféré au Centre de documentation, de recherche et d'expérimentations sur les pollutions accidentelles des eaux (CEDRE) ;
- protection des biens ou du patrimoine culturel au titre de l'Orsec (un agrément national a été conféré au Comité international du Bouclier bleu) ;
- réseaux de communication et transmissions (un agrément national a été conféré à l'association des équipes en soutien opérationnel virtuel (ESOV).

#### Agrément de type B pour la participation aux actions de soutien et d'accompagnement des populations
Les missions pouvant être confiées dans le cadre de l'agrément de type B sont au moins, l'une des suivantes :
- accueil, écoute et réconfort ;
- accompagnements administratif et juridique, aide financière ;
- hébergement ;
- ravitaillement ;
- aide matérielle consistant en particulier dans la fourniture de vêtements, d'effets de première nécessité, de matériel de parapharmacie ;
- remise en état d'habitabilité des logements et biens sinistrés.

#### Agrément de type C pour la participation à l'encadrement des bénévoles lors des actions de soutien aux populations sinistrées
Un agrément C permet à l'association d'aider les autorités de police et leurs services publics, dans le cadre de leurs actions de soutien aux populations sinistrées, à coordonner et gérer l’action :
- des bénévoles spontanés ;
- des associations autres que les associations agréées de sécurité civile ;
- des membres des réserves communales de sécurité civile.

#### Agrément de type D - Dispositifs prévisionnels de secours à personnes (DPS)
Seules les associations agréées de sécurité civile disposant d'un agrément D peuvent tenir des postes de secours, avec deux types d'agréments :
- agrément « D-PAPS » pour les associations réalisant simplement des points d'alertes et de premiers secours ;
- agrément « D-DPS PE (petite envergure) à GE (grande envergure) » : ces DPS constituent des postes de secours au sens du référentiel DPS.

#### Liste des associations agréées de sécurité civile au niveau national
Au 9 septembre 2023, le ministère de l'Intérieur a procédé à l'agrément de quinze associations de sécurité civile :
| Association                                                                                          | Sigle   | Agréments                                              |
| --- | ------- | ------------------------------------------------------ |
| Association nationale des premiers secours                                                           | ANPS    | A, B, C, D                                             |
| Bouclier bleu France                                                                                 | —       | A : protection des biens et du patrimoine culturel     |
| Centre français de secourisme                                                                        | CFS     | A, B, C, D                                             |
| Centre de documentation, de recherche et d’expérimentation sur les pollutions accidentelles des eaux | CEDRE   | A : pour l’action contre les pollutions aquatiques     |
| Croix-rouge française                                                                                | CRF     | A, B, C, D                                             |
| Spéléo Secours Français                                                                              | FFS/SSF | A : pour les missions de secours en milieu souterrain  |
| Fédération française de sauvetage et de secourisme                                                   | FF2S    | A, B, C, D                                             |
| Fédération nationale de protection civile                                                            | FNPC    | A, B, C, D                                             |
| Fédération nationale des radioamateurs au service de la sécurité civile                              | FNRASEC | A : pour les réseaux de communication et transmissions |
| Fédération des Secouristes Français Croix-Blanche                                                    | FSFCB   | A, B, C, D                                             |
| Œuvres hospitalières françaises de l’ordre de Malte                                                  | ŒHFOM   | A, B, C, D                                             |
| Équipe Urgences-France du Secours catholique                                                         | —       | B, C                                                   |
| Société nationale de sauvetage en mer                                                                | SNSM    | A, B, D                                                |
| Union nationale des associations de secouristes et sauveteurs des groupes La Poste et Orange         | UNASS   | A, B, C, D                                             |
| Volontaires internationaux en soutien opérationnel virtuel                                           | VISOV   | A : pour les réseaux de communication et transmissions |

À la même date, deux associations ont obtenu l'agrément D au niveau interdépartemental :
- l'association méditerranéenne de secours et aide-radio groupe de secours et de transmissions (AMSAR-GST) pour les départements des Alpes-de-Haute-Provence (04), des Alpes-Maritimes (06) et du Var (83) ;
- l'association interdépartementale pour la sécurité des sports mécaniques pour les départements de l'Aveyron (12), du Gard (30), de l'Hérault (30) et de la Lozère (48).

#### Conventionnement des associations agréées de sécurité civile
Les associations agréées interviennent notamment dans le cadre de conventions conclues avec les autorités et les services de secours publics qui précisent les missions qui peuvent leur être confiées, les moyens en personnel et en matériel qu'elles mettent en œuvre, les conditions d'engagement et d'encadrement de leurs équipes, les modalités financières de la participation de l'association. 
En l'absence de convention, les associations peuvent néanmoins être réquisitionnées par l'autorité de police compétente (maire, préfet). 
Les associations agréées de sécurité civile (AASC) peuvent conclure des conventions, selon la nature des missions, avec :
- l'État (direction générale de la Sécurité civile ou préfectures) dans le cadre d'une activation du dispositif ORSEC [15],[16] (missions relatives à l'agrément A et/ou B et C) ;
- le Service départemental d'incendie et de secours (SDIS), la Brigade de sapeurs-pompiers de Paris (BSPP) ou le Bataillon de marins-pompiers de Marseille (BMPM), pour être engagées dans des opérations de secours (missions relatives à l'agrément de type A) [15],[17]. En outre, la convention peut prévoir l'utilisation d'un véhicule de premiers secours à personnes appartenant à l'AASC pour transporter les personnes qu’elles secourent vers un établissement de santé[18]. Les véhicules associatifs ont alors le même rôle que les VSAV de sapeurs-pompiers.
- les communes pour les missions d'assistance aux populations et l'encadrement de bénévoles (missions relatives aux agréments de type B et/ou C) [15],[19] ;
- les organisateurs de manifestations, qu'il s'agisse de particuliers, d'autorités publiques, d'entreprises ou d'associations pour la mise en place de dispositifs prévisionnels de sécurité (missions relatives à l'agrément D) [20] ;
- le centre hospitalier, siège du service d'aide médicale urgente (SAMU) et le SDIS pour le transport de victimes dans le prolongement des dispositifs prévisionnels de secours[21],[22].
- le centre hospitalier, siège de la cellule d'urgence médico-psychologique et/ou siège du SAMU, dans le cadre de la cellule d'urgence médico-psychologique (CUMP) (appui logistique, accueil et orientation des impliqués, renfort de personnel spécialisé) ou d'un soutien en matériel et humain aux missions SAMU lors d’un surcroît d'activité (réseau de secours, plan blanc, aide à la prise d'appel 15, mise en place d’un hôpital de campagne (ou poste médical avancé (PMA). Par exemple, sur l'agglomération strasbourgeoise, des secouristes interviennent dans un véhicule léger sur demande du SAMU, soit pour faire une première évaluation (effectuer un bilan dans le cas d'un appel dont le caractère d'urgence n'est pas évident), soit en renfort d'une équipe médicale (aide au brancardage, assistance à la réanimation)[23] ;
- des opérateurs de transport et sociétés d'autoroute dans le cadre de missions d'assistance auprès des usagers (réconfort physique et moral aux usagers, mise en place de centres d'accueil, participation à l'évacuation des usagers)[24],[25] ;
- le groupement de gendarmerie départementale ou la direction départementale de la sécurité publique dans le cadre de conventions départementales. Les équipes de bénévoles des AASC sont mobilisées pour remplir des missions de recherche de personnes disparues[26].

### Diplômes de prompt secours
Ne sont indiqués ici que les principaux diplômes. L'enseignement des premiers et des prompts secours a été réformé une première fois en 1991. Cette réforme a vu disparaître le brevet national de secourisme (BNS) remplacé par l'attestation de formation aux premiers secours (AFPS) ainsi que les mentions « ranimation et secours routier » remplacées par le certificat de formation aux premiers secours en équipe (CFAPSE) et le certificat de formation aux premiers secours routiers (CFAPSR).
Une seconde réforme majeure a eu lieu en 2007. L'AFPS a laissé place à la formation de prévention et secours civique de niveau 1 (PSC1) et le CFAPSE a laissé place aux premiers secours en équipe de niveau 1 et 2 (PSE 1 et PSE 2) avec surtout la possibilité de commencer son cursus directement au PSE1.
La formation aux prompt secours est très cadrée en France. Elle doit être faite par deux moniteurs diplômés et ayant suivi une formation continue sous la coupe d'organisme agréé (association ou administration), eux-mêmes titulaires du diplôme enseigné et à jour de leur formation continue.
Pour les formations complémentaires (PSE 1, PSE 2) et continues, l'évaluation se fait de manière continue par les formateurs, ce qui change par rapport à l'ancien CFAPSE où un examen final était exigé. Pour d'autres formations, il peut y avoir un examen final avec un jury comprenant un médecin et un représentant du préfet.

### Formations de formateur

Nomenclature des formations de 2007 à 2012.

Un formateur de secourisme en France doit disposer de deux qualifications : un diplôme de PIC (pédagogie initiale et commune) ainsi qu'une formation de PAE (pédagogie adaptée à l'emploi). L'association des deux lui permet d'être :
- initiateur (PIC 1) ;
- formateur (PIC F) ou ;
- formateur de formateur (PIC F) ;

dans sa (ou ses) spécialité(s).
Les PAE sont adaptées à la formation dispensée :
- PAE FPS : formateur de PSE 1 et PSE 2 ;
- PAE FPSC : formateur de PSC 1 ;
- PAE FDF : formateur de formateur ; au moins un des formateurs de formateur doit être titulaire du certificat de compétence « conception et encadrement d'une action de formation » (CEAF).

Par rapport aux formations d'avant 2012, nous avons les équivalences suivantes :
Légende du tableau
- AFCPSAM : attestation de formation aux activités des premiers secours en équipe ;
- AFPS : attestation de formation aux premiers secours ;
- BNIS : brevet national d'instructeur de secourisme ;
- BNMPS : brevet national de moniteur des premiers secours ;
- BNMS : brevet national de moniteur de secourisme ;
- BNS : brevet national de secourisme ;
- CEAF : conception et encadrement d'une action de formation ;
- PAE : pédagogie appliquée aux emplois et activités :
  - 1, 2, 3, 4 : de niveaux 1, 2, 3 et 4,
  - FDF : de formateur de formateur,
  - FPS : de formateur des premiers secours,
  - FPSC : de formateur en prévention et secours civiques ;
- PIC : pédagogie initiale et commune ;
  - 1, 2 : de niveaux 1 et 2,
  - F : de formateur ;
- PSC1 : prevention et secours civiques de niveau 1 ;
- PSE1, PSE2 : premiers secours en équipe de niveaux 1 et 2 ;
- rani : mention « spécialité ranimation » du BNS.

| Années     | Public auquel on peut enseigner | Diplôme que l'on peut délivrer | Diplôme requis   |            | Public auquel on peut enseigner | Diplôme que l'on peut délivrer | Diplôme requis  |             | Public auquel on peut enseigner | Diplôme que l'on peut délivrer | Diplôme requis           |
| 1977-1991  | grand public                    | BNS                            | BNMS             |            | secouristes                     | rani                           | BNMS + rani     |             | secouristes                     | BNMS                           | —                        |
| 1991-2007  | grand public                    | AFPS                           | BNMPS            |            | secouristes                     | AFCPSAM, CFAPSE                | BNMPS + CFAPSE  |             | secouristes                     | BNMPS                          | BNIS                     |
| 2007-2012. | grand public                    | PSC1                           | PIC2 + PAE3      |            | secouristes                     | PSE1, PSE2                     | PIC2 + PAE1     |             | secouristes                     | PIC2, PAE1                     | PIC3 + PAE2              |
| 2007-2012. | grand public                    | PSC1                           | PIC2 + PAE3      | PIC2, PAE3 | secouristes                     | PSE1, PSE2                     | PIC2 + PAE1     | PIC3 + PAE4 | secouristes                     |                                |                          |
| 2012-      | grand public                    | PSC1                           | PIC F + PAE FPSC |            | secouristes                     | PSE1, PSE2                     | PIC F + PAE FPS |             | secouristes                     | PIC F                          | PIC F + PAE FDF (+ CEAF) |

### Formation continue
À l'exception du diplôme d'État d'ambulancier (DEA), les diplômes de prompt secours sont soumis à une formation continue annuelle (en général au minimum 6 h par an) assortie d'une évaluation. Une personne qui ne suit pas la formation continue ne perd pas son diplôme (ils sont valables à vie) mais elle ne sera pas autorisée à pratiquer le secourisme au sein d'une équipe l'année suivante. En effet, les organismes (associations et administrations) inscrivent chaque année les secouristes à jour de leur formation continue sur une liste d'aptitude déposée en préfecture.
Par ailleurs, les moniteurs et instructeurs doivent, en plus de leur formation continue annuelle, effectuer un nombre minimum de formations par an pour être considérés comme aptes.

## Formation du salarié sauveteur secouriste du travail
En France, l'Institut national de recherche et de sécurité (INRS) pilote le dispositif de formation de sauveteur secouriste du travail que tout salarié peut suivre sans prérequis particulier. La formation SST et son recyclage, sont dispensés par un formateur SST certifié par la Caisse nationale de l'assurance maladie (formation 12 heures minimum). La réussite aux évaluations permet d’obtenir le « certificat SST », d'une durée de validité de deux ans.